# La Défense Loujine (film)
Pour le roman, voir La Défense Loujine.
Pour plus de détails, voir Fiche technique et Distribution.
La Défense Loujine (The Luzhin Defence) est un film franco-britannique réalisé par  Marleen Gorris, sorti en 2001.
Il s'agit de l'adaptation par Peter Berry du roman La Défense Loujine de Vladimir Nabokov. Nabokov s'est inspiré de la vie de son ami Curt von Bardeleben qui s'est suicidé en 1924. Le film met en vedette John Turturro dans le rôle d'un Loujine tourmenté. Emily Watson se verra nommée pour le prix de la meilleure actrice des British Independent Film Awards et pour le Prix du Cercle des critiques de film de Londres.

## Synopsis
L'étrange Alexandre Loujine est un grand maître du jeu d'échecs de premier plan. Il participe à un tournoi dans une  station balnéaire d'Italie, où il fait la rencontre de la jeune Natalia (Emily Watson), une aristocrate russe que ses parents destinent à un mariage avec le fortuné comte Jean de Stassard, qui assiste au tournoi.

## La scène finale
|   | a | b | c | d | e | f | g | h |   |
| 8 | Roi noir sur case noire f8 · Pion noir sur case blanche f7 · Pion noir sur case blanche h7 · Pion noir sur case blanche a6 · Pion noir sur case blanche g6 · Fou noir sur case noire c5 · Pion blanc sur case blanche a4 · Pion blanc sur case noire f4 · Pion blanc sur case blanche b3 · Cavalier blanc sur case noire c3 · Tour noire sur case noire e3 · Roi blanc sur case blanche f3 · Fou blanc sur case blanche e2 · Pion blanc sur case blanche g2 · Pion blanc sur case noire h2 · Tour blanche sur case noire c1 | Roi noir sur case noire f8 · Pion noir sur case blanche f7 · Pion noir sur case blanche h7 · Pion noir sur case blanche a6 · Pion noir sur case blanche g6 · Fou noir sur case noire c5 · Pion blanc sur case blanche a4 · Pion blanc sur case noire f4 · Pion blanc sur case blanche b3 · Cavalier blanc sur case noire c3 · Tour noire sur case noire e3 · Roi blanc sur case blanche f3 · Fou blanc sur case blanche e2 · Pion blanc sur case blanche g2 · Pion blanc sur case noire h2 · Tour blanche sur case noire c1 | Roi noir sur case noire f8 · Pion noir sur case blanche f7 · Pion noir sur case blanche h7 · Pion noir sur case blanche a6 · Pion noir sur case blanche g6 · Fou noir sur case noire c5 · Pion blanc sur case blanche a4 · Pion blanc sur case noire f4 · Pion blanc sur case blanche b3 · Cavalier blanc sur case noire c3 · Tour noire sur case noire e3 · Roi blanc sur case blanche f3 · Fou blanc sur case blanche e2 · Pion blanc sur case blanche g2 · Pion blanc sur case noire h2 · Tour blanche sur case noire c1 | Roi noir sur case noire f8 · Pion noir sur case blanche f7 · Pion noir sur case blanche h7 · Pion noir sur case blanche a6 · Pion noir sur case blanche g6 · Fou noir sur case noire c5 · Pion blanc sur case blanche a4 · Pion blanc sur case noire f4 · Pion blanc sur case blanche b3 · Cavalier blanc sur case noire c3 · Tour noire sur case noire e3 · Roi blanc sur case blanche f3 · Fou blanc sur case blanche e2 · Pion blanc sur case blanche g2 · Pion blanc sur case noire h2 · Tour blanche sur case noire c1 | Roi noir sur case noire f8 · Pion noir sur case blanche f7 · Pion noir sur case blanche h7 · Pion noir sur case blanche a6 · Pion noir sur case blanche g6 · Fou noir sur case noire c5 · Pion blanc sur case blanche a4 · Pion blanc sur case noire f4 · Pion blanc sur case blanche b3 · Cavalier blanc sur case noire c3 · Tour noire sur case noire e3 · Roi blanc sur case blanche f3 · Fou blanc sur case blanche e2 · Pion blanc sur case blanche g2 · Pion blanc sur case noire h2 · Tour blanche sur case noire c1 | Roi noir sur case noire f8 · Pion noir sur case blanche f7 · Pion noir sur case blanche h7 · Pion noir sur case blanche a6 · Pion noir sur case blanche g6 · Fou noir sur case noire c5 · Pion blanc sur case blanche a4 · Pion blanc sur case noire f4 · Pion blanc sur case blanche b3 · Cavalier blanc sur case noire c3 · Tour noire sur case noire e3 · Roi blanc sur case blanche f3 · Fou blanc sur case blanche e2 · Pion blanc sur case blanche g2 · Pion blanc sur case noire h2 · Tour blanche sur case noire c1 | Roi noir sur case noire f8 · Pion noir sur case blanche f7 · Pion noir sur case blanche h7 · Pion noir sur case blanche a6 · Pion noir sur case blanche g6 · Fou noir sur case noire c5 · Pion blanc sur case blanche a4 · Pion blanc sur case noire f4 · Pion blanc sur case blanche b3 · Cavalier blanc sur case noire c3 · Tour noire sur case noire e3 · Roi blanc sur case blanche f3 · Fou blanc sur case blanche e2 · Pion blanc sur case blanche g2 · Pion blanc sur case noire h2 · Tour blanche sur case noire c1 | Roi noir sur case noire f8 · Pion noir sur case blanche f7 · Pion noir sur case blanche h7 · Pion noir sur case blanche a6 · Pion noir sur case blanche g6 · Fou noir sur case noire c5 · Pion blanc sur case blanche a4 · Pion blanc sur case noire f4 · Pion blanc sur case blanche b3 · Cavalier blanc sur case noire c3 · Tour noire sur case noire e3 · Roi blanc sur case blanche f3 · Fou blanc sur case blanche e2 · Pion blanc sur case blanche g2 · Pion blanc sur case noire h2 · Tour blanche sur case noire c1 | 8 |
| 7 | Roi noir sur case noire f8 · Pion noir sur case blanche f7 · Pion noir sur case blanche h7 · Pion noir sur case blanche a6 · Pion noir sur case blanche g6 · Fou noir sur case noire c5 · Pion blanc sur case blanche a4 · Pion blanc sur case noire f4 · Pion blanc sur case blanche b3 · Cavalier blanc sur case noire c3 · Tour noire sur case noire e3 · Roi blanc sur case blanche f3 · Fou blanc sur case blanche e2 · Pion blanc sur case blanche g2 · Pion blanc sur case noire h2 · Tour blanche sur case noire c1 | Roi noir sur case noire f8 · Pion noir sur case blanche f7 · Pion noir sur case blanche h7 · Pion noir sur case blanche a6 · Pion noir sur case blanche g6 · Fou noir sur case noire c5 · Pion blanc sur case blanche a4 · Pion blanc sur case noire f4 · Pion blanc sur case blanche b3 · Cavalier blanc sur case noire c3 · Tour noire sur case noire e3 · Roi blanc sur case blanche f3 · Fou blanc sur case blanche e2 · Pion blanc sur case blanche g2 · Pion blanc sur case noire h2 · Tour blanche sur case noire c1 | Roi noir sur case noire f8 · Pion noir sur case blanche f7 · Pion noir sur case blanche h7 · Pion noir sur case blanche a6 · Pion noir sur case blanche g6 · Fou noir sur case noire c5 · Pion blanc sur case blanche a4 · Pion blanc sur case noire f4 · Pion blanc sur case blanche b3 · Cavalier blanc sur case noire c3 · Tour noire sur case noire e3 · Roi blanc sur case blanche f3 · Fou blanc sur case blanche e2 · Pion blanc sur case blanche g2 · Pion blanc sur case noire h2 · Tour blanche sur case noire c1 | Roi noir sur case noire f8 · Pion noir sur case blanche f7 · Pion noir sur case blanche h7 · Pion noir sur case blanche a6 · Pion noir sur case blanche g6 · Fou noir sur case noire c5 · Pion blanc sur case blanche a4 · Pion blanc sur case noire f4 · Pion blanc sur case blanche b3 · Cavalier blanc sur case noire c3 · Tour noire sur case noire e3 · Roi blanc sur case blanche f3 · Fou blanc sur case blanche e2 · Pion blanc sur case blanche g2 · Pion blanc sur case noire h2 · Tour blanche sur case noire c1 | Roi noir sur case noire f8 · Pion noir sur case blanche f7 · Pion noir sur case blanche h7 · Pion noir sur case blanche a6 · Pion noir sur case blanche g6 · Fou noir sur case noire c5 · Pion blanc sur case blanche a4 · Pion blanc sur case noire f4 · Pion blanc sur case blanche b3 · Cavalier blanc sur case noire c3 · Tour noire sur case noire e3 · Roi blanc sur case blanche f3 · Fou blanc sur case blanche e2 · Pion blanc sur case blanche g2 · Pion blanc sur case noire h2 · Tour blanche sur case noire c1 | Roi noir sur case noire f8 · Pion noir sur case blanche f7 · Pion noir sur case blanche h7 · Pion noir sur case blanche a6 · Pion noir sur case blanche g6 · Fou noir sur case noire c5 · Pion blanc sur case blanche a4 · Pion blanc sur case noire f4 · Pion blanc sur case blanche b3 · Cavalier blanc sur case noire c3 · Tour noire sur case noire e3 · Roi blanc sur case blanche f3 · Fou blanc sur case blanche e2 · Pion blanc sur case blanche g2 · Pion blanc sur case noire h2 · Tour blanche sur case noire c1 | Roi noir sur case noire f8 · Pion noir sur case blanche f7 · Pion noir sur case blanche h7 · Pion noir sur case blanche a6 · Pion noir sur case blanche g6 · Fou noir sur case noire c5 · Pion blanc sur case blanche a4 · Pion blanc sur case noire f4 · Pion blanc sur case blanche b3 · Cavalier blanc sur case noire c3 · Tour noire sur case noire e3 · Roi blanc sur case blanche f3 · Fou blanc sur case blanche e2 · Pion blanc sur case blanche g2 · Pion blanc sur case noire h2 · Tour blanche sur case noire c1 | Roi noir sur case noire f8 · Pion noir sur case blanche f7 · Pion noir sur case blanche h7 · Pion noir sur case blanche a6 · Pion noir sur case blanche g6 · Fou noir sur case noire c5 · Pion blanc sur case blanche a4 · Pion blanc sur case noire f4 · Pion blanc sur case blanche b3 · Cavalier blanc sur case noire c3 · Tour noire sur case noire e3 · Roi blanc sur case blanche f3 · Fou blanc sur case blanche e2 · Pion blanc sur case blanche g2 · Pion blanc sur case noire h2 · Tour blanche sur case noire c1 | 7 |
| 6 | Roi noir sur case noire f8 · Pion noir sur case blanche f7 · Pion noir sur case blanche h7 · Pion noir sur case blanche a6 · Pion noir sur case blanche g6 · Fou noir sur case noire c5 · Pion blanc sur case blanche a4 · Pion blanc sur case noire f4 · Pion blanc sur case blanche b3 · Cavalier blanc sur case noire c3 · Tour noire sur case noire e3 · Roi blanc sur case blanche f3 · Fou blanc sur case blanche e2 · Pion blanc sur case blanche g2 · Pion blanc sur case noire h2 · Tour blanche sur case noire c1 | Roi noir sur case noire f8 · Pion noir sur case blanche f7 · Pion noir sur case blanche h7 · Pion noir sur case blanche a6 · Pion noir sur case blanche g6 · Fou noir sur case noire c5 · Pion blanc sur case blanche a4 · Pion blanc sur case noire f4 · Pion blanc sur case blanche b3 · Cavalier blanc sur case noire c3 · Tour noire sur case noire e3 · Roi blanc sur case blanche f3 · Fou blanc sur case blanche e2 · Pion blanc sur case blanche g2 · Pion blanc sur case noire h2 · Tour blanche sur case noire c1 | Roi noir sur case noire f8 · Pion noir sur case blanche f7 · Pion noir sur case blanche h7 · Pion noir sur case blanche a6 · Pion noir sur case blanche g6 · Fou noir sur case noire c5 · Pion blanc sur case blanche a4 · Pion blanc sur case noire f4 · Pion blanc sur case blanche b3 · Cavalier blanc sur case noire c3 · Tour noire sur case noire e3 · Roi blanc sur case blanche f3 · Fou blanc sur case blanche e2 · Pion blanc sur case blanche g2 · Pion blanc sur case noire h2 · Tour blanche sur case noire c1 | Roi noir sur case noire f8 · Pion noir sur case blanche f7 · Pion noir sur case blanche h7 · Pion noir sur case blanche a6 · Pion noir sur case blanche g6 · Fou noir sur case noire c5 · Pion blanc sur case blanche a4 · Pion blanc sur case noire f4 · Pion blanc sur case blanche b3 · Cavalier blanc sur case noire c3 · Tour noire sur case noire e3 · Roi blanc sur case blanche f3 · Fou blanc sur case blanche e2 · Pion blanc sur case blanche g2 · Pion blanc sur case noire h2 · Tour blanche sur case noire c1 | Roi noir sur case noire f8 · Pion noir sur case blanche f7 · Pion noir sur case blanche h7 · Pion noir sur case blanche a6 · Pion noir sur case blanche g6 · Fou noir sur case noire c5 · Pion blanc sur case blanche a4 · Pion blanc sur case noire f4 · Pion blanc sur case blanche b3 · Cavalier blanc sur case noire c3 · Tour noire sur case noire e3 · Roi blanc sur case blanche f3 · Fou blanc sur case blanche e2 · Pion blanc sur case blanche g2 · Pion blanc sur case noire h2 · Tour blanche sur case noire c1 | Roi noir sur case noire f8 · Pion noir sur case blanche f7 · Pion noir sur case blanche h7 · Pion noir sur case blanche a6 · Pion noir sur case blanche g6 · Fou noir sur case noire c5 · Pion blanc sur case blanche a4 · Pion blanc sur case noire f4 · Pion blanc sur case blanche b3 · Cavalier blanc sur case noire c3 · Tour noire sur case noire e3 · Roi blanc sur case blanche f3 · Fou blanc sur case blanche e2 · Pion blanc sur case blanche g2 · Pion blanc sur case noire h2 · Tour blanche sur case noire c1 | Roi noir sur case noire f8 · Pion noir sur case blanche f7 · Pion noir sur case blanche h7 · Pion noir sur case blanche a6 · Pion noir sur case blanche g6 · Fou noir sur case noire c5 · Pion blanc sur case blanche a4 · Pion blanc sur case noire f4 · Pion blanc sur case blanche b3 · Cavalier blanc sur case noire c3 · Tour noire sur case noire e3 · Roi blanc sur case blanche f3 · Fou blanc sur case blanche e2 · Pion blanc sur case blanche g2 · Pion blanc sur case noire h2 · Tour blanche sur case noire c1 | Roi noir sur case noire f8 · Pion noir sur case blanche f7 · Pion noir sur case blanche h7 · Pion noir sur case blanche a6 · Pion noir sur case blanche g6 · Fou noir sur case noire c5 · Pion blanc sur case blanche a4 · Pion blanc sur case noire f4 · Pion blanc sur case blanche b3 · Cavalier blanc sur case noire c3 · Tour noire sur case noire e3 · Roi blanc sur case blanche f3 · Fou blanc sur case blanche e2 · Pion blanc sur case blanche g2 · Pion blanc sur case noire h2 · Tour blanche sur case noire c1 | 6 |
| 5 | Roi noir sur case noire f8 · Pion noir sur case blanche f7 · Pion noir sur case blanche h7 · Pion noir sur case blanche a6 · Pion noir sur case blanche g6 · Fou noir sur case noire c5 · Pion blanc sur case blanche a4 · Pion blanc sur case noire f4 · Pion blanc sur case blanche b3 · Cavalier blanc sur case noire c3 · Tour noire sur case noire e3 · Roi blanc sur case blanche f3 · Fou blanc sur case blanche e2 · Pion blanc sur case blanche g2 · Pion blanc sur case noire h2 · Tour blanche sur case noire c1 | Roi noir sur case noire f8 · Pion noir sur case blanche f7 · Pion noir sur case blanche h7 · Pion noir sur case blanche a6 · Pion noir sur case blanche g6 · Fou noir sur case noire c5 · Pion blanc sur case blanche a4 · Pion blanc sur case noire f4 · Pion blanc sur case blanche b3 · Cavalier blanc sur case noire c3 · Tour noire sur case noire e3 · Roi blanc sur case blanche f3 · Fou blanc sur case blanche e2 · Pion blanc sur case blanche g2 · Pion blanc sur case noire h2 · Tour blanche sur case noire c1 | Roi noir sur case noire f8 · Pion noir sur case blanche f7 · Pion noir sur case blanche h7 · Pion noir sur case blanche a6 · Pion noir sur case blanche g6 · Fou noir sur case noire c5 · Pion blanc sur case blanche a4 · Pion blanc sur case noire f4 · Pion blanc sur case blanche b3 · Cavalier blanc sur case noire c3 · Tour noire sur case noire e3 · Roi blanc sur case blanche f3 · Fou blanc sur case blanche e2 · Pion blanc sur case blanche g2 · Pion blanc sur case noire h2 · Tour blanche sur case noire c1 | Roi noir sur case noire f8 · Pion noir sur case blanche f7 · Pion noir sur case blanche h7 · Pion noir sur case blanche a6 · Pion noir sur case blanche g6 · Fou noir sur case noire c5 · Pion blanc sur case blanche a4 · Pion blanc sur case noire f4 · Pion blanc sur case blanche b3 · Cavalier blanc sur case noire c3 · Tour noire sur case noire e3 · Roi blanc sur case blanche f3 · Fou blanc sur case blanche e2 · Pion blanc sur case blanche g2 · Pion blanc sur case noire h2 · Tour blanche sur case noire c1 | Roi noir sur case noire f8 · Pion noir sur case blanche f7 · Pion noir sur case blanche h7 · Pion noir sur case blanche a6 · Pion noir sur case blanche g6 · Fou noir sur case noire c5 · Pion blanc sur case blanche a4 · Pion blanc sur case noire f4 · Pion blanc sur case blanche b3 · Cavalier blanc sur case noire c3 · Tour noire sur case noire e3 · Roi blanc sur case blanche f3 · Fou blanc sur case blanche e2 · Pion blanc sur case blanche g2 · Pion blanc sur case noire h2 · Tour blanche sur case noire c1 | Roi noir sur case noire f8 · Pion noir sur case blanche f7 · Pion noir sur case blanche h7 · Pion noir sur case blanche a6 · Pion noir sur case blanche g6 · Fou noir sur case noire c5 · Pion blanc sur case blanche a4 · Pion blanc sur case noire f4 · Pion blanc sur case blanche b3 · Cavalier blanc sur case noire c3 · Tour noire sur case noire e3 · Roi blanc sur case blanche f3 · Fou blanc sur case blanche e2 · Pion blanc sur case blanche g2 · Pion blanc sur case noire h2 · Tour blanche sur case noire c1 | Roi noir sur case noire f8 · Pion noir sur case blanche f7 · Pion noir sur case blanche h7 · Pion noir sur case blanche a6 · Pion noir sur case blanche g6 · Fou noir sur case noire c5 · Pion blanc sur case blanche a4 · Pion blanc sur case noire f4 · Pion blanc sur case blanche b3 · Cavalier blanc sur case noire c3 · Tour noire sur case noire e3 · Roi blanc sur case blanche f3 · Fou blanc sur case blanche e2 · Pion blanc sur case blanche g2 · Pion blanc sur case noire h2 · Tour blanche sur case noire c1 | Roi noir sur case noire f8 · Pion noir sur case blanche f7 · Pion noir sur case blanche h7 · Pion noir sur case blanche a6 · Pion noir sur case blanche g6 · Fou noir sur case noire c5 · Pion blanc sur case blanche a4 · Pion blanc sur case noire f4 · Pion blanc sur case blanche b3 · Cavalier blanc sur case noire c3 · Tour noire sur case noire e3 · Roi blanc sur case blanche f3 · Fou blanc sur case blanche e2 · Pion blanc sur case blanche g2 · Pion blanc sur case noire h2 · Tour blanche sur case noire c1 | 5 |
| 4 | Roi noir sur case noire f8 · Pion noir sur case blanche f7 · Pion noir sur case blanche h7 · Pion noir sur case blanche a6 · Pion noir sur case blanche g6 · Fou noir sur case noire c5 · Pion blanc sur case blanche a4 · Pion blanc sur case noire f4 · Pion blanc sur case blanche b3 · Cavalier blanc sur case noire c3 · Tour noire sur case noire e3 · Roi blanc sur case blanche f3 · Fou blanc sur case blanche e2 · Pion blanc sur case blanche g2 · Pion blanc sur case noire h2 · Tour blanche sur case noire c1 | Roi noir sur case noire f8 · Pion noir sur case blanche f7 · Pion noir sur case blanche h7 · Pion noir sur case blanche a6 · Pion noir sur case blanche g6 · Fou noir sur case noire c5 · Pion blanc sur case blanche a4 · Pion blanc sur case noire f4 · Pion blanc sur case blanche b3 · Cavalier blanc sur case noire c3 · Tour noire sur case noire e3 · Roi blanc sur case blanche f3 · Fou blanc sur case blanche e2 · Pion blanc sur case blanche g2 · Pion blanc sur case noire h2 · Tour blanche sur case noire c1 | Roi noir sur case noire f8 · Pion noir sur case blanche f7 · Pion noir sur case blanche h7 · Pion noir sur case blanche a6 · Pion noir sur case blanche g6 · Fou noir sur case noire c5 · Pion blanc sur case blanche a4 · Pion blanc sur case noire f4 · Pion blanc sur case blanche b3 · Cavalier blanc sur case noire c3 · Tour noire sur case noire e3 · Roi blanc sur case blanche f3 · Fou blanc sur case blanche e2 · Pion blanc sur case blanche g2 · Pion blanc sur case noire h2 · Tour blanche sur case noire c1 | Roi noir sur case noire f8 · Pion noir sur case blanche f7 · Pion noir sur case blanche h7 · Pion noir sur case blanche a6 · Pion noir sur case blanche g6 · Fou noir sur case noire c5 · Pion blanc sur case blanche a4 · Pion blanc sur case noire f4 · Pion blanc sur case blanche b3 · Cavalier blanc sur case noire c3 · Tour noire sur case noire e3 · Roi blanc sur case blanche f3 · Fou blanc sur case blanche e2 · Pion blanc sur case blanche g2 · Pion blanc sur case noire h2 · Tour blanche sur case noire c1 | Roi noir sur case noire f8 · Pion noir sur case blanche f7 · Pion noir sur case blanche h7 · Pion noir sur case blanche a6 · Pion noir sur case blanche g6 · Fou noir sur case noire c5 · Pion blanc sur case blanche a4 · Pion blanc sur case noire f4 · Pion blanc sur case blanche b3 · Cavalier blanc sur case noire c3 · Tour noire sur case noire e3 · Roi blanc sur case blanche f3 · Fou blanc sur case blanche e2 · Pion blanc sur case blanche g2 · Pion blanc sur case noire h2 · Tour blanche sur case noire c1 | Roi noir sur case noire f8 · Pion noir sur case blanche f7 · Pion noir sur case blanche h7 · Pion noir sur case blanche a6 · Pion noir sur case blanche g6 · Fou noir sur case noire c5 · Pion blanc sur case blanche a4 · Pion blanc sur case noire f4 · Pion blanc sur case blanche b3 · Cavalier blanc sur case noire c3 · Tour noire sur case noire e3 · Roi blanc sur case blanche f3 · Fou blanc sur case blanche e2 · Pion blanc sur case blanche g2 · Pion blanc sur case noire h2 · Tour blanche sur case noire c1 | Roi noir sur case noire f8 · Pion noir sur case blanche f7 · Pion noir sur case blanche h7 · Pion noir sur case blanche a6 · Pion noir sur case blanche g6 · Fou noir sur case noire c5 · Pion blanc sur case blanche a4 · Pion blanc sur case noire f4 · Pion blanc sur case blanche b3 · Cavalier blanc sur case noire c3 · Tour noire sur case noire e3 · Roi blanc sur case blanche f3 · Fou blanc sur case blanche e2 · Pion blanc sur case blanche g2 · Pion blanc sur case noire h2 · Tour blanche sur case noire c1 | Roi noir sur case noire f8 · Pion noir sur case blanche f7 · Pion noir sur case blanche h7 · Pion noir sur case blanche a6 · Pion noir sur case blanche g6 · Fou noir sur case noire c5 · Pion blanc sur case blanche a4 · Pion blanc sur case noire f4 · Pion blanc sur case blanche b3 · Cavalier blanc sur case noire c3 · Tour noire sur case noire e3 · Roi blanc sur case blanche f3 · Fou blanc sur case blanche e2 · Pion blanc sur case blanche g2 · Pion blanc sur case noire h2 · Tour blanche sur case noire c1 | 4 |
| 3 | Roi noir sur case noire f8 · Pion noir sur case blanche f7 · Pion noir sur case blanche h7 · Pion noir sur case blanche a6 · Pion noir sur case blanche g6 · Fou noir sur case noire c5 · Pion blanc sur case blanche a4 · Pion blanc sur case noire f4 · Pion blanc sur case blanche b3 · Cavalier blanc sur case noire c3 · Tour noire sur case noire e3 · Roi blanc sur case blanche f3 · Fou blanc sur case blanche e2 · Pion blanc sur case blanche g2 · Pion blanc sur case noire h2 · Tour blanche sur case noire c1 | Roi noir sur case noire f8 · Pion noir sur case blanche f7 · Pion noir sur case blanche h7 · Pion noir sur case blanche a6 · Pion noir sur case blanche g6 · Fou noir sur case noire c5 · Pion blanc sur case blanche a4 · Pion blanc sur case noire f4 · Pion blanc sur case blanche b3 · Cavalier blanc sur case noire c3 · Tour noire sur case noire e3 · Roi blanc sur case blanche f3 · Fou blanc sur case blanche e2 · Pion blanc sur case blanche g2 · Pion blanc sur case noire h2 · Tour blanche sur case noire c1 | Roi noir sur case noire f8 · Pion noir sur case blanche f7 · Pion noir sur case blanche h7 · Pion noir sur case blanche a6 · Pion noir sur case blanche g6 · Fou noir sur case noire c5 · Pion blanc sur case blanche a4 · Pion blanc sur case noire f4 · Pion blanc sur case blanche b3 · Cavalier blanc sur case noire c3 · Tour noire sur case noire e3 · Roi blanc sur case blanche f3 · Fou blanc sur case blanche e2 · Pion blanc sur case blanche g2 · Pion blanc sur case noire h2 · Tour blanche sur case noire c1 | Roi noir sur case noire f8 · Pion noir sur case blanche f7 · Pion noir sur case blanche h7 · Pion noir sur case blanche a6 · Pion noir sur case blanche g6 · Fou noir sur case noire c5 · Pion blanc sur case blanche a4 · Pion blanc sur case noire f4 · Pion blanc sur case blanche b3 · Cavalier blanc sur case noire c3 · Tour noire sur case noire e3 · Roi blanc sur case blanche f3 · Fou blanc sur case blanche e2 · Pion blanc sur case blanche g2 · Pion blanc sur case noire h2 · Tour blanche sur case noire c1 | Roi noir sur case noire f8 · Pion noir sur case blanche f7 · Pion noir sur case blanche h7 · Pion noir sur case blanche a6 · Pion noir sur case blanche g6 · Fou noir sur case noire c5 · Pion blanc sur case blanche a4 · Pion blanc sur case noire f4 · Pion blanc sur case blanche b3 · Cavalier blanc sur case noire c3 · Tour noire sur case noire e3 · Roi blanc sur case blanche f3 · Fou blanc sur case blanche e2 · Pion blanc sur case blanche g2 · Pion blanc sur case noire h2 · Tour blanche sur case noire c1 | Roi noir sur case noire f8 · Pion noir sur case blanche f7 · Pion noir sur case blanche h7 · Pion noir sur case blanche a6 · Pion noir sur case blanche g6 · Fou noir sur case noire c5 · Pion blanc sur case blanche a4 · Pion blanc sur case noire f4 · Pion blanc sur case blanche b3 · Cavalier blanc sur case noire c3 · Tour noire sur case noire e3 · Roi blanc sur case blanche f3 · Fou blanc sur case blanche e2 · Pion blanc sur case blanche g2 · Pion blanc sur case noire h2 · Tour blanche sur case noire c1 | Roi noir sur case noire f8 · Pion noir sur case blanche f7 · Pion noir sur case blanche h7 · Pion noir sur case blanche a6 · Pion noir sur case blanche g6 · Fou noir sur case noire c5 · Pion blanc sur case blanche a4 · Pion blanc sur case noire f4 · Pion blanc sur case blanche b3 · Cavalier blanc sur case noire c3 · Tour noire sur case noire e3 · Roi blanc sur case blanche f3 · Fou blanc sur case blanche e2 · Pion blanc sur case blanche g2 · Pion blanc sur case noire h2 · Tour blanche sur case noire c1 | Roi noir sur case noire f8 · Pion noir sur case blanche f7 · Pion noir sur case blanche h7 · Pion noir sur case blanche a6 · Pion noir sur case blanche g6 · Fou noir sur case noire c5 · Pion blanc sur case blanche a4 · Pion blanc sur case noire f4 · Pion blanc sur case blanche b3 · Cavalier blanc sur case noire c3 · Tour noire sur case noire e3 · Roi blanc sur case blanche f3 · Fou blanc sur case blanche e2 · Pion blanc sur case blanche g2 · Pion blanc sur case noire h2 · Tour blanche sur case noire c1 | 3 |
| 2 | Roi noir sur case noire f8 · Pion noir sur case blanche f7 · Pion noir sur case blanche h7 · Pion noir sur case blanche a6 · Pion noir sur case blanche g6 · Fou noir sur case noire c5 · Pion blanc sur case blanche a4 · Pion blanc sur case noire f4 · Pion blanc sur case blanche b3 · Cavalier blanc sur case noire c3 · Tour noire sur case noire e3 · Roi blanc sur case blanche f3 · Fou blanc sur case blanche e2 · Pion blanc sur case blanche g2 · Pion blanc sur case noire h2 · Tour blanche sur case noire c1 | Roi noir sur case noire f8 · Pion noir sur case blanche f7 · Pion noir sur case blanche h7 · Pion noir sur case blanche a6 · Pion noir sur case blanche g6 · Fou noir sur case noire c5 · Pion blanc sur case blanche a4 · Pion blanc sur case noire f4 · Pion blanc sur case blanche b3 · Cavalier blanc sur case noire c3 · Tour noire sur case noire e3 · Roi blanc sur case blanche f3 · Fou blanc sur case blanche e2 · Pion blanc sur case blanche g2 · Pion blanc sur case noire h2 · Tour blanche sur case noire c1 | Roi noir sur case noire f8 · Pion noir sur case blanche f7 · Pion noir sur case blanche h7 · Pion noir sur case blanche a6 · Pion noir sur case blanche g6 · Fou noir sur case noire c5 · Pion blanc sur case blanche a4 · Pion blanc sur case noire f4 · Pion blanc sur case blanche b3 · Cavalier blanc sur case noire c3 · Tour noire sur case noire e3 · Roi blanc sur case blanche f3 · Fou blanc sur case blanche e2 · Pion blanc sur case blanche g2 · Pion blanc sur case noire h2 · Tour blanche sur case noire c1 | Roi noir sur case noire f8 · Pion noir sur case blanche f7 · Pion noir sur case blanche h7 · Pion noir sur case blanche a6 · Pion noir sur case blanche g6 · Fou noir sur case noire c5 · Pion blanc sur case blanche a4 · Pion blanc sur case noire f4 · Pion blanc sur case blanche b3 · Cavalier blanc sur case noire c3 · Tour noire sur case noire e3 · Roi blanc sur case blanche f3 · Fou blanc sur case blanche e2 · Pion blanc sur case blanche g2 · Pion blanc sur case noire h2 · Tour blanche sur case noire c1 | Roi noir sur case noire f8 · Pion noir sur case blanche f7 · Pion noir sur case blanche h7 · Pion noir sur case blanche a6 · Pion noir sur case blanche g6 · Fou noir sur case noire c5 · Pion blanc sur case blanche a4 · Pion blanc sur case noire f4 · Pion blanc sur case blanche b3 · Cavalier blanc sur case noire c3 · Tour noire sur case noire e3 · Roi blanc sur case blanche f3 · Fou blanc sur case blanche e2 · Pion blanc sur case blanche g2 · Pion blanc sur case noire h2 · Tour blanche sur case noire c1 | Roi noir sur case noire f8 · Pion noir sur case blanche f7 · Pion noir sur case blanche h7 · Pion noir sur case blanche a6 · Pion noir sur case blanche g6 · Fou noir sur case noire c5 · Pion blanc sur case blanche a4 · Pion blanc sur case noire f4 · Pion blanc sur case blanche b3 · Cavalier blanc sur case noire c3 · Tour noire sur case noire e3 · Roi blanc sur case blanche f3 · Fou blanc sur case blanche e2 · Pion blanc sur case blanche g2 · Pion blanc sur case noire h2 · Tour blanche sur case noire c1 | Roi noir sur case noire f8 · Pion noir sur case blanche f7 · Pion noir sur case blanche h7 · Pion noir sur case blanche a6 · Pion noir sur case blanche g6 · Fou noir sur case noire c5 · Pion blanc sur case blanche a4 · Pion blanc sur case noire f4 · Pion blanc sur case blanche b3 · Cavalier blanc sur case noire c3 · Tour noire sur case noire e3 · Roi blanc sur case blanche f3 · Fou blanc sur case blanche e2 · Pion blanc sur case blanche g2 · Pion blanc sur case noire h2 · Tour blanche sur case noire c1 | Roi noir sur case noire f8 · Pion noir sur case blanche f7 · Pion noir sur case blanche h7 · Pion noir sur case blanche a6 · Pion noir sur case blanche g6 · Fou noir sur case noire c5 · Pion blanc sur case blanche a4 · Pion blanc sur case noire f4 · Pion blanc sur case blanche b3 · Cavalier blanc sur case noire c3 · Tour noire sur case noire e3 · Roi blanc sur case blanche f3 · Fou blanc sur case blanche e2 · Pion blanc sur case blanche g2 · Pion blanc sur case noire h2 · Tour blanche sur case noire c1 | 2 |
| 1 | Roi noir sur case noire f8 · Pion noir sur case blanche f7 · Pion noir sur case blanche h7 · Pion noir sur case blanche a6 · Pion noir sur case blanche g6 · Fou noir sur case noire c5 · Pion blanc sur case blanche a4 · Pion blanc sur case noire f4 · Pion blanc sur case blanche b3 · Cavalier blanc sur case noire c3 · Tour noire sur case noire e3 · Roi blanc sur case blanche f3 · Fou blanc sur case blanche e2 · Pion blanc sur case blanche g2 · Pion blanc sur case noire h2 · Tour blanche sur case noire c1 | Roi noir sur case noire f8 · Pion noir sur case blanche f7 · Pion noir sur case blanche h7 · Pion noir sur case blanche a6 · Pion noir sur case blanche g6 · Fou noir sur case noire c5 · Pion blanc sur case blanche a4 · Pion blanc sur case noire f4 · Pion blanc sur case blanche b3 · Cavalier blanc sur case noire c3 · Tour noire sur case noire e3 · Roi blanc sur case blanche f3 · Fou blanc sur case blanche e2 · Pion blanc sur case blanche g2 · Pion blanc sur case noire h2 · Tour blanche sur case noire c1 | Roi noir sur case noire f8 · Pion noir sur case blanche f7 · Pion noir sur case blanche h7 · Pion noir sur case blanche a6 · Pion noir sur case blanche g6 · Fou noir sur case noire c5 · Pion blanc sur case blanche a4 · Pion blanc sur case noire f4 · Pion blanc sur case blanche b3 · Cavalier blanc sur case noire c3 · Tour noire sur case noire e3 · Roi blanc sur case blanche f3 · Fou blanc sur case blanche e2 · Pion blanc sur case blanche g2 · Pion blanc sur case noire h2 · Tour blanche sur case noire c1 | Roi noir sur case noire f8 · Pion noir sur case blanche f7 · Pion noir sur case blanche h7 · Pion noir sur case blanche a6 · Pion noir sur case blanche g6 · Fou noir sur case noire c5 · Pion blanc sur case blanche a4 · Pion blanc sur case noire f4 · Pion blanc sur case blanche b3 · Cavalier blanc sur case noire c3 · Tour noire sur case noire e3 · Roi blanc sur case blanche f3 · Fou blanc sur case blanche e2 · Pion blanc sur case blanche g2 · Pion blanc sur case noire h2 · Tour blanche sur case noire c1 | Roi noir sur case noire f8 · Pion noir sur case blanche f7 · Pion noir sur case blanche h7 · Pion noir sur case blanche a6 · Pion noir sur case blanche g6 · Fou noir sur case noire c5 · Pion blanc sur case blanche a4 · Pion blanc sur case noire f4 · Pion blanc sur case blanche b3 · Cavalier blanc sur case noire c3 · Tour noire sur case noire e3 · Roi blanc sur case blanche f3 · Fou blanc sur case blanche e2 · Pion blanc sur case blanche g2 · Pion blanc sur case noire h2 · Tour blanche sur case noire c1 | Roi noir sur case noire f8 · Pion noir sur case blanche f7 · Pion noir sur case blanche h7 · Pion noir sur case blanche a6 · Pion noir sur case blanche g6 · Fou noir sur case noire c5 · Pion blanc sur case blanche a4 · Pion blanc sur case noire f4 · Pion blanc sur case blanche b3 · Cavalier blanc sur case noire c3 · Tour noire sur case noire e3 · Roi blanc sur case blanche f3 · Fou blanc sur case blanche e2 · Pion blanc sur case blanche g2 · Pion blanc sur case noire h2 · Tour blanche sur case noire c1 | Roi noir sur case noire f8 · Pion noir sur case blanche f7 · Pion noir sur case blanche h7 · Pion noir sur case blanche a6 · Pion noir sur case blanche g6 · Fou noir sur case noire c5 · Pion blanc sur case blanche a4 · Pion blanc sur case noire f4 · Pion blanc sur case blanche b3 · Cavalier blanc sur case noire c3 · Tour noire sur case noire e3 · Roi blanc sur case blanche f3 · Fou blanc sur case blanche e2 · Pion blanc sur case blanche g2 · Pion blanc sur case noire h2 · Tour blanche sur case noire c1 | Roi noir sur case noire f8 · Pion noir sur case blanche f7 · Pion noir sur case blanche h7 · Pion noir sur case blanche a6 · Pion noir sur case blanche g6 · Fou noir sur case noire c5 · Pion blanc sur case blanche a4 · Pion blanc sur case noire f4 · Pion blanc sur case blanche b3 · Cavalier blanc sur case noire c3 · Tour noire sur case noire e3 · Roi blanc sur case blanche f3 · Fou blanc sur case blanche e2 · Pion blanc sur case blanche g2 · Pion blanc sur case noire h2 · Tour blanche sur case noire c1 | 1 |
|   | a | b | c | d | e | f | g | h |   |

La position atteinte dans cette finale entre Turati et Loujine est gagnante pour les Noirs, bien qu'ils aient un désavantage matériel. En jouant 1. Rg4, les Blancs permettent un sacrifice de tour qui mène à un mat forcé :
- 1. Rg4 f5+
- 2. Rg5 (si Rh4 Fe7 mat) Rg7 (menace Fe7 mat)
- 3. Cd5 Th3! (menace h6 mat)
- 4. gxh3 h6+
- 5. Rh4 Ff2 mat

Si les Blancs jouent 1. Rf2 au lieu de 1. Rg4, le gain des Noirs est élémentaire :
- 1. Rf2 Txc3+
- 2. Re1 Txc1+

et les Noirs ont une tour de plus.